# KING GAME
『KING GAME』（キングゲーム）は、2010年8月28日公開の日本映画。

## 概要
王様ゲームを用いた密室ミステリー映画。自身の漫画を原作とした『東京大学物語』に続く江川達也第2回監督作品。新宿K's cinemaほか初日3館、以降全国順次公開。主演の芦名星はメイド服や真紅のボンデージ姿でのSMにも挑戦、情報公開直後はボンデージ姿になるのは誰かを伏せ話題性を出していた。
キャッチコピーは「今から10日間“王様ゲーム”を続ければ、あなたの“願い”をかなえます。」「鬼才!江川達也の待望の長編監督作品!前代未聞の"王様ゲーム"」。

## ストーリー
誘拐紛いの方法で連れてこられ密室に監禁された男女10人。10人はこの状況で10日間かけて王様ゲームをさせられる事となった。王様の命令は絶対、しかし彼らはそれぞれの事情によりある組織との契約によって集められていたのであった。

## キャスト
スズ - 石田卓也
無口な青年。
チェーホフ - 芦名星
文学少女。
山咲 - 木村佳乃
元医師。契約内容はランボルギーニ。
殿下 - 窪塚俊介
名門のエリート。契約内容は結婚。
ひこうき雲 - 前田愛
OL。契約内容は現金。
山登り - 堀部圭亮
登山家。契約内容はスポンサード。
横分け - 山本浩司
契約内容は出世。
ヨシツネ - 夏目ナナ
売れない関西出身マジシャン。契約内容は民放番組のレギュラー。
ジョニーB - ジェイ・ウエスト
ロックスター。契約内容は全米ツアー。
八王子 - 佐藤千亜妃
女子高生。契約内容は革製品。
白兎 - 川村ゆきえ
元アナウンサー。ゲーム進行役。
老人官僚 - ジェリー藤尾
ゲームを観察する謎の老人。

## スタッフ
- 監督・原案 - 江川達也
- プロデューサー - 小椋悟
- エグゼクティブプロデューサー - 葉梨忠男、菅井敦
- アソシエイトプロデューサー - 安斎みき子
- ラインプロデューサー - 星野秀樹
- 企画 - 上村俊介（鯨オフィス）
- 脚本 - ナーキカインド、保坂大輔
- 撮影 - 西久保弘一
- 美術 - 大庭勇人
- 編集 - 堀善介
- 音楽： 白井良明
- スクリプター - 松隈理恵
- 照明 - 南園智男
- 録音 - 小宮元
- 助監督 - 吉田聡
- 製作プロダクション - 小椋事務所
- 配給 - ファントム・フィルム

- 宣伝-角川メディアハウス-飯島美樹、青木真美